# Georg Eißer
Georg Eißer (* 11. Juli 1898 Saargemünd; † 4. Juni 1964 in Tübingen) war ein deutscher Jurist und Professor der Rechte an der Universität Tübingen.

## Leben und Wirken
Georg Eißer studierte Rechtswissenschaften an den Universitäten Frankfurt, Freiburg und Gießen. 1922 wurde er in Gießen mit der Arbeit „Die Teilpacht im römischen und heutigen Recht“ zum Dr. iur. promoviert. 1921 wurde er in Gießen Gerichtsreferendar, 1924 Gerichtsassessor in Darmstadt. 1926 habilitierte er sich in Gießen und wurde dort Privatdozent. In die Gießener Zeit fällt der Beginn seiner Zusammenarbeit mit dem dortigen Assyriologen Julius Lewy, die zu der Veröffentlichung über die Die Altassyrischen Rechtsurkunden vom Kültepe führte.
1928 wurde er außerordentlicher Professor an der Universität Tübingen, 1928 dort persönlicher Ordinariat für bürgerliches und Römisches Recht und für Handelsrecht; 1939 wurde er zum ordentlichen Professor ernannt. Er vertrat in der Zeit des Nationalsozialismus u. a. die Ansicht, dass Adolf Hitler als „Führer“ und seine Mitarbeiter und Vertrauensleute Gesetzgeber seien und nur dieser „Führer“ über die Änderungen und den Erlass von Gesetzen bestimme. Seiner Ansicht nach sei der NS-Staat so ein Rechtsstaat, der die sogenannte Rasseidee durchführen würde. Im Mai 1946 wurde er zunächst als Professor entlassen, 1949 jedoch wieder in sein Amt eingesetzt. Von 1950 bis 1960 war er nebenamtlich am Entschädigungsgericht tätig, 1955/56 bekleidete er das Amt des Rektors der Universität Tübingen.
Sein 1957 von Ludwig Koch-Hanau gemaltes Porträt hängt in der Tübinger Professorengalerie.

## Veröffentlichungen
- Die Gefahrtragung beim Kaufvertrag in rechtsvergleichender Darstellung, Julius Springer, Berlin, 1927 (= Habilitationsschrift)
- mit Julius Lewy: Die altassyrischen Rechtsurkunden vom Kültepe I–IV (= Mitteilungen der Vorderasiatisch-Ägyptischen Gesellschaft 33 und 35, 3), Hinrichs, Leipzig, 1930–1935.
- Rasse und Familie. Die Durchführung des Rassegedankens im bürgerlichen Recht, Mohr, Tübingen, 1935.
- Reden bei der feierlichen Übergabe des Rektorates zu Beginn des Sommersemesters am 3. Mai 1956, Mohr, Tübingen, 1956.